# Emmett Till
Emmett Louis Till (* 25. Juli 1941 in Chicago, Illinois; † 28. August 1955 in Money, Mississippi) war ein US-Amerikaner afroamerikanischer Abstammung, der im Alter von 14 Jahren in der Zeit der Rassentrennung in den Südstaaten der USA von dem weißen Lebensmittelhändler Roy Bryant und dessen Halbbruder J. W. Milam aus rassistischen Motiven ermordet wurde. Zu Ehren von Emmett Till und seiner Mutter Mamie Till-Mobley wurde 2023 das Emmett Till and Mamie Till-Mobley National Monument ausgewiesen.

## Familiärer Hintergrund
Emmett Louis Till, der infolge einer Polioerkrankung leicht stotterte, wurde 1941 als einziges Kind von Louis Till (1922–1945) und seiner Ehefrau Mamie (Elizabeth), geb. Carthan (1921–2003), in Chicago geboren. Die Mutter zog den Jungen allein groß, nachdem sie sich vom Vater 1942 getrennt hatte.

## Ermordung

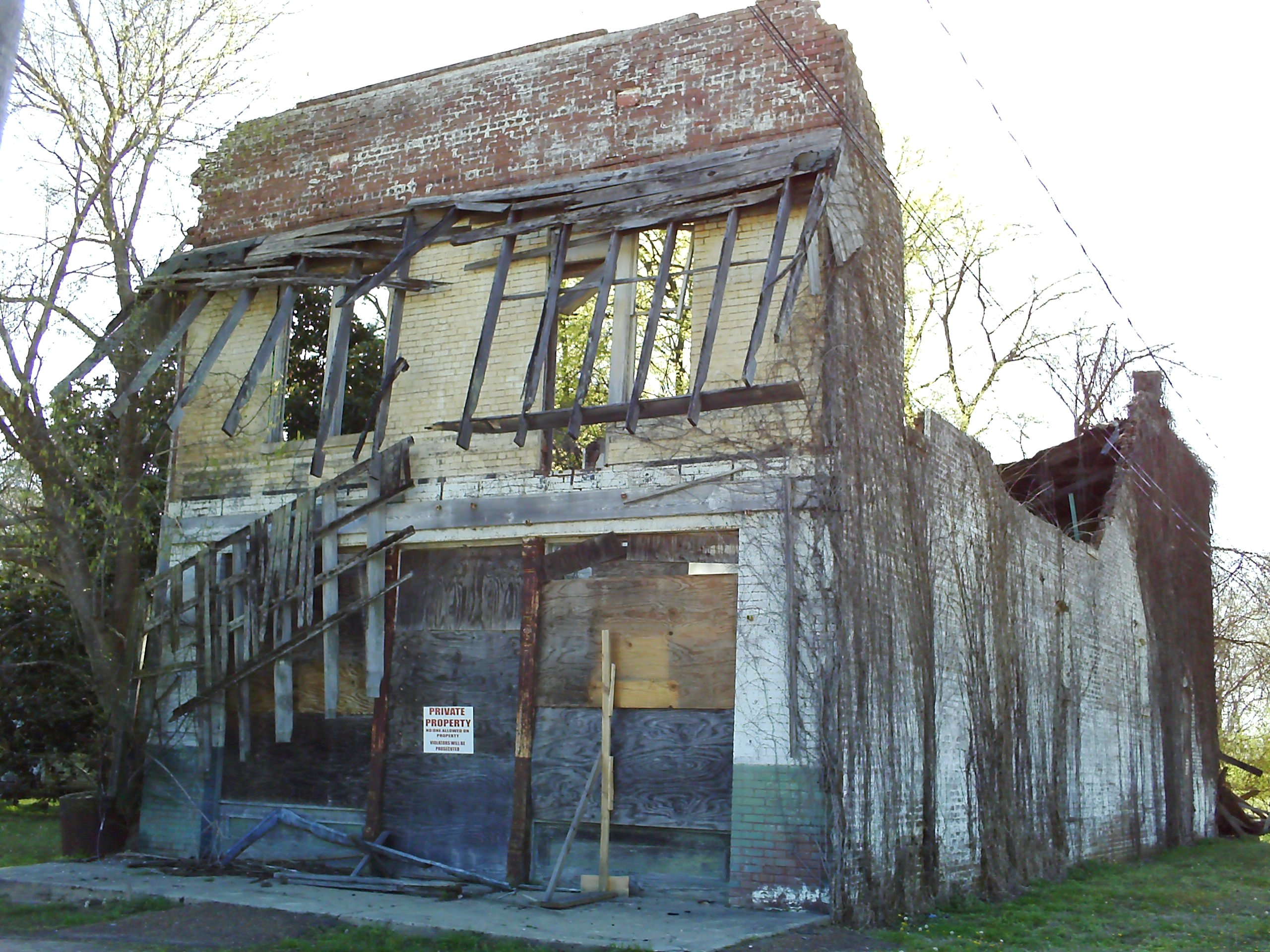
Ruine des Lebensmittelladens in Money (Mississippi), in dem Emmett Till Carolyn Bryant begegnete.

Nach einem Besuch seines Onkels Moses Wright in Chicago im Juli 1955 beabsichtigte Emmett Till, einen Gegenbesuch während seiner Schulferien zu unternehmen. Moses Wright war Prediger in Money, Mississippi, und besaß ein Stück Land, auf dem er mit seiner Familie Baumwolle anbaute. Tills Mutter lehnte die Idee ihres Sohnes ab, da die Rassentrennung in den Südstaaten der USA noch immer verbreitet war und sie Repressionen durch Weiße befürchtete. Der Gegenbesuch kam dennoch zustande.
Gemeinsam mit seinen Cousins suchte Emmett Till am 24. August 1955 das Lebensmittelgeschäft von Roy Bryant (1931–1994) und dessen Frau Carolyn (1934–2023) in Money auf, um Süßigkeiten und Limonade zu kaufen. Carolyn Bryant, Mutter zweier Kinder und ehemalige Schönheitskönigin an der Highschool, war zu diesem Zeitpunkt allein im Verkaufsraum. Beim Verlassen des Ladens soll Emmett Till aus Übermut gegenüber der Frau „Bye, Babe“ gesagt und einen bewundernden Pfiff ausgestoßen haben. Nach der späteren Darstellung Carolyn Bryants habe Till sie an der Taille umfasst und sich unsittlich gegenüber ihr geäußert. Als Bryant daraufhin zu ihrem Wagen ging, um eine Waffe zu holen, liefen die Jungen in Panik davon. Emmett Till beschwor seine Cousins, nichts über den Vorfall gegenüber seinem Onkel zu erwähnen.
Am frühen Morgen des 28. August 1955 erschienen Roy Bryant und dessen Halbbruder John William Milam (1919–1981) bei Moses Wright und verlangten die Herausgabe von Emmett Till. Wright erklärte ihnen, dass der Junge über die Sitten und Gebräuche im Süden nichts wisse, und er entschuldigte sich im Namen seines Neffen. Seine Frau Elisabeth bot den Männern Geld zur Wiedergutmachung an. Bryant und Milam jedoch schlugen das Ehepaar mit dem Gewehrkolben nieder, fanden Emmett Till im Haus, luden ihn auf ihren Chevrolet-Pickup und fuhren davon. Beim Verlassen des Hauses will Moses Wright gehört haben, dass eine Frauenstimme sagte: „Ja, das ist er.“
Nachdem Emmett Till bis zum darauffolgenden Morgen nicht zurückgekehrt war, erstattete Moses Wright schließlich Anzeige gegen Bryant und Milam wegen Entführung. Am 31. August 1955 wurde Tills Leichnam von einem Angler am Pecan Point, einer Uferstelle des Tallahatchie River, entdeckt.

## Untersuchungen und Prozess
Die Täter hatten versucht, den Leichnam mittels eines 30 kg schweren Ventilators einer Baumwollmaschine, den sie mit Stacheldraht am Hals des Opfers befestigt hatten, im Fluss zu versenken. Dem Toten fehlte ein Auge, die Nase war gebrochen und er wies mehrere Wunden am Körper sowie ein Einschussloch an der rechten Seite des Schädels auf. Bei der Obduktion stellte der Gerichtsmediziner Chester Miller aufgrund des in der Lunge gefundenen Wassers fest, dass Till nach dem Kopfschuss offenbar noch gelebt hatte. Moses Wright und dessen Sohn Simeon identifizierten den Toten als Emmett Till anhand seines Ringes mit den Initialen „LT“, der seinem Vater Louis Till gehört hatte und am Finger der Leiche steckte.
Der Sheriff aus Money wollte den Toten vor Ort beerdigen. Mamie Till setzte jedoch durch, dass der Leichnam ihres Sohnes nach Chicago überführt wurde. Bei der Trauerfeier defilierten rund 50.000 Menschen vor dem offenen Sarg.
Die Veröffentlichung des Falls mit dem Foto des toten Emmett Till im Jet Magazine löste eine nationale Debatte über den Rassismus in den Südstaaten und über die Grenzen der USA hinaus Entsetzen und Empörung aus. Der skandalumwitterte Gerichtsprozess gegen Bryant und Milam in Sumner, Mississippi wurde von zahlreichen Reportern verfolgt. Die zwölfköpfige Jury setzte sich ausschließlich aus weißen Männern zusammen. Diverse Zeugen der Anklage verschwanden auf mysteriöse Weise und diejenigen, die aussagten, wurden bedroht. Darunter waren Moses Wright und der 18-jährige Hauptzeuge Willie Reed (1937–2013). Ein Zeitungsreporter beschrieb folgende Szenen im Gerichtssaal: „Im Zuschauerraum wurde geplaudert, gelacht und auf den für Weiße reservierten Plätzen wurden wahre Picknicks veranstaltet. Während des ganzen Prozesses saßen die Angeklagten bei ihren Familien und auf deren Schoß saßen deren Kinder“.

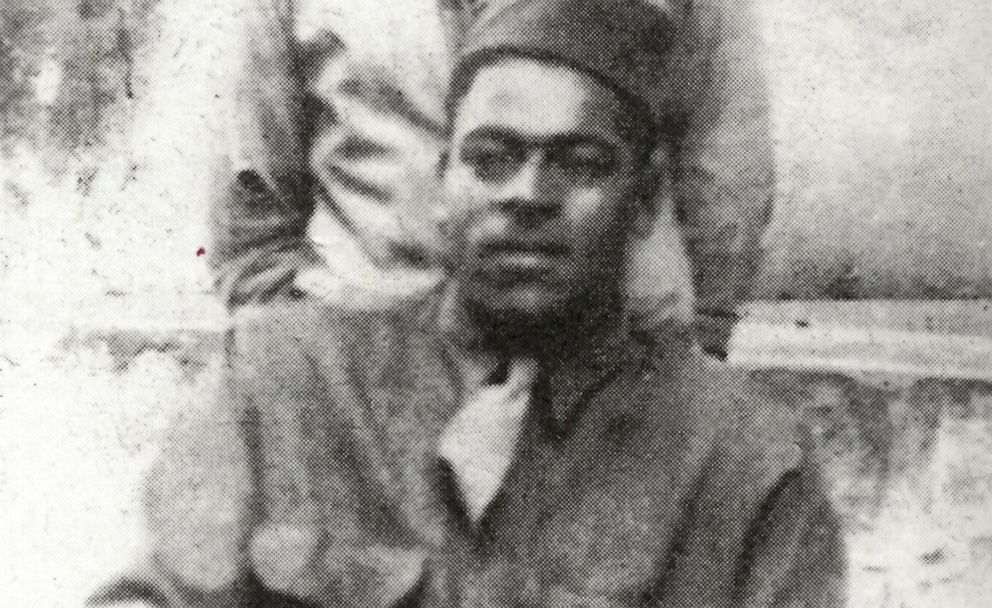
Louis Till

Emmett Till war der Sohn von Louis Till, den der Junge nie bewusst kennengelernt hatte. Der Vater wurde Anfang der 1940er Jahre wegen häuslicher Gewalt zu einer Freiheitsstrafe verurteilt und entschied sich anstelle des Gefängnisaufenthalts für den Dienst in der US Army. 1945 wurde er in Italien wegen Mordes und Vergewaltigung zum Tode verurteilt und im Juli des Jahres durch Erhängen hingerichtet. Im Rahmen des Prozesses gegen die vermeintlichen Mörder von Emmett Till wurde die Verurteilung seines Vaters von den beiden US-Senatoren James Eastland und John C. Stennis, beide entschiedene Befürworter der Rassentrennung, publik gemacht, um das jugendliche Opfer charakterlich zu diskreditieren und so die Tat zu rechtfertigen.
Die Verteidigung stellte die Verschwörungstheorie auf, der Tote sei nicht Emmett Till gewesen, sondern schwarze Aktivisten hätten dem Jungen unter Mithilfe seines Onkels den Ring abgenommen und der Leiche eines Unbekannten übergestreift. Till sei am Leben und befinde sich wahrscheinlich irgendwo im Norden. Der Verteidiger J. W. Kellum verstieg sich gegenüber der Jury zu der Aussage: „Eure Vorfahren drehen sich im Grab um, wenn ihr diese Männer nicht freilasst“. Nach nur fünf Verhandlungstagen und einer 67-minütigen Beratung befand die Jury beide Angeklagten für nicht schuldig. Der Freispruch löste große Proteste unter der schwarzen Bevölkerung der Südstaaten aus.

## Nachwirkungen

### Juristisch und politisch
Einige Monate nach der Urteilsverkündung räumten Roy Bryant und John William Milam gegen ein Honorar von 4000 US-Dollar gegenüber dem Look Magazine ein, Emmett Till ermordet zu haben. In dem betreffenden Artikel beschrieben sie detailgenau die Durchführung ihrer Tat. Beide Täter mussten zwar nach geltendem Recht durch den Freispruch keine juristischen Konsequenzen ihres Geständnisses befürchten (vgl. Ne bis in idem), waren jedoch seither gesellschaftlich geächtet. Sie starben schließlich verarmt und von ihren Familien verlassen.
Die Proteste gegen den Freispruch der Mörder Emmett Tills gelten neben dem auf die Inhaftierung der Bürgerrechtlerin Rosa Parks folgenden Busboykott von Montgomery als Beginn der schwarzen Bürgerrechtsbewegung.
Der Fall wurde 2005 im Dokumentarfilm The Untold Story of Emmett Louis Till des Filmemachers Keith Beauchamp neu aufgerollt. Beauchamp hatte für seine Dokumentation viereinhalb Jahre in Money und Umgebung recherchiert, zahlreiche Augenzeugen befragt und neue Hinweise auf weitere Tathelfer gefunden. Nach Beauchamps Erkenntnissen gab es neben Bryant und Milam noch mindestens acht weitere Tatbeteiligte. Das FBI vernahm danach Zeitzeugen, Augenzeugen, Verdächtige und Informanten und veranlasste die Exhumierung des Leichnams von Emmett Till zur gerichtsmedizinischen Untersuchung. Als Hauptverdächtige gilt seitdem Carolyn Donham (geschiedene Bryant), die infolge der Ermittlungen vollkommen zurückgezogen lebte.
2017 veröffentlichte der Autor Timothy Tyson Details eines 2007 stattgefundenen Interviews mit Carolyn Bryant, in dem sie zugab, dass sie sich den ausschlaggebenden Teil ihrer Aussage ausgedacht hatte. Bezüglich der Äußerung, Till hätte sie ergriffen und sie verbal belästigt, äußerte Bryant: „Der Teil ist nicht wahr“. Im Verlauf des Interviews sagte die damals 72-Jährige, sie könne sich nicht an weitere Einzelheiten der Geschehnisse im Laden erinnern. Im August 2022 lehnte eine Grand Jury die Anklage gegen Carolyn Bryant (laut Jury-Erklärung wegen mangelnder Beweise) ab.
In den Vereinigten Staaten gibt es seit März 2022 ein Gesetz, das nach Emmett Till benannt ist. Es macht Lynchen zu einem Hassverbrechen nach Bundesrecht.
Im Januar 2023 wurden Till und seine Mutter vom Kongress der Vereinigten Staaten mit der Congressional Gold Medal gewürdigt.
Carolyn Bryant Donham starb am 25. April 2023 im Alter von 88 Jahren in einem Hospiz in Louisiana.

### Künstlerisch
Bob Dylan schrieb 1962 den Folksong The Death of Emmett Till. 2011 veröffentlichte die amerikanische Sängerin Emmylou Harris in ihrem Album Hard Bargain das Lied My Name Is Emmett Till, in dem das Schicksal Tills behandelt wird. 2015 schrieb die US-amerikanische Jazz-Sängerin und Songschreiberin Melody Gardot für ihr Album Currency of Man den Titel Preacherman, der ebenfalls an den Lynchmord erinnert. In der Kollaboration der amerikanischen Rapper Drake und The Throne (bestehend aus Jay-Z und Kanye West) singt Kanye West: “We went way, way past the line of scrimmage […] In the field like Emmett […] I be blacking out, I ain't backing out.” (Zu Deutsch: „Wir sind weit hinter die Grenzen des Gedränges gegangen, liegen im Feld wie Emmett, ich verliere das Bewusstsein, aber ich gebe nicht auf.“) Der Begriff Line of Scrimmage ist ein Begriff aus dem American Football.
Auch der Schriftsteller Lewis Nordan, der die Mörder persönlich kannte, behandelte den Mord 1993 in seinem Roman Wolf Whistle.
2017 zeigte die Künstlerin Dana Schutz auf der New Yorker Kunstausstellung Whitney Biennial ihr Gemälde Open Casket („Offener Sarg“), das auf dem Photo von Tills zerschlagenem Gesicht basiert. Da Schutz europäischer Abstammung ist, wurde sie scharf wegen kultureller Aneignung kritisiert. Die afroamerikanische Konzeptkünstlerin Hannah Black warf ihr in einem offenen Brief vor, „schwarzes Leid als Rohmaterial“ zu benutzen: „Es steht Schutz nicht zu, sich mit der Thematik zu befassen. Das Gemälde muss verschwinden.“
Der Oscar-nominierte Kurzfilm My Nephew Emmett (2017) von Kevin Wilson, Jr. zeigt die Ereignisse um Tills Tod aus Sicht seines Onkels.
Die Dramatikerin Clare Cross schrieb das Stück Emmett, Down in My Heart über die Hintergründe des Mords und den anschließenden Prozess. Im Januar 2022 wurde in Deutschland der Theaterfilm Emmett – Tief in meinem Herzen, basierend auf Cross’ Stück, gezeigt. Im selben Jahr wurde der US-amerikanische Spielfilm Till – Kampf um die Wahrheit (2022) von Chinonye Chukwu veröffentlicht. Ebenfalls wurde die Premiere der Oper Emmett Till (Libretto: Clare Cross, Komposition: Mary Watkins) angekündigt. Zudem entstand zu seiner Geschichte eine Miniserie mit dem Titel Women of the Movement.
In seinem 2023 veröffentlichten Roman Die Bäume erzählt Percival Everett die fiktionale Geschichte, wie die Nachkommen Bryants und Milams auf mysteriöse Weise getötet aufgefunden werden, während neben den Leichen ein toter Körper auftaucht, der die Züge von Emmett Till trägt und anschließend verschwindet.